# Угоститељско-туристичка школа Ниш
Угоститељско-туристичка школа Ниш је једна од четворогодишњих средњих школа на територији града Ниша и функционише у оквиру образовног система Републике Србије.
Школа је почела са радом школске 1949/50. године као Нижа угоститељска школа, која је образовала 53 ученика за занимања кувара и конобара. Дана 6. октобра 1953. године школа је стекла самосталност под називом Стручна угоститељска школа, одлуком Народног одбора града Ниша.
Одлуком Народног одбора среза Ниш уз споразум са Командом нишког гарнизона, августа 1956. године, уступљене су јој све просторије ресторана Дома ЈНА у Нишу за потребе практичне радионице Стручне угоститељске школе. Рибљи ресторан „Јадран” купљен је 1966. године за потребе школске радионице. Економски школски центар  формиран је 27. децембра 1968. године, одлуком Скупштине општине Ниш, а чиниле су га следеће школе: Школа за КВ раднике у угоститељству, Средња економска школа „Борис Кидрич“ и Школа за КВ раднике у трговини. После бројних пресељења, школа се 1974. године преселила у данашњу зграду, коју дели са Економском и Трговинском школом.
Школске 1979/80. године, школа почиње са образовањем ученика на четвртом степену, а образовни профили су: конобар техничар, кувар техничар и угоститељско-туристички техничар. Економски школски центар престао да постоји 1986.године као јединствена образовна установа, а свака од три школе, које су га чиниле, постају самосталне.
Под данашњим називом, Угоститељско-туристичка школа, регистрована је 15. фебруара 1991. године и уписана у судски регистар решењем Привредног суда у Нишу.